# Борнемисса, Дьёрдь
Дьёрдь Ференц Борнемисса (венг. Bornemissza György Ferenc, 11 января 1924, Байя — 10 апреля 2014, Австралия) — австралийский энтомолог и эколог венгерского происхождения. Изучал зоологические науки в Будапештском университете, затем получил докторскую степень по зоологии в Инсбрукском университете в Австрии в 1950 году. В конце того же года он эмигрировал в Австралию. Там сначала в течение 3-х лет работал в отделе зоологии университета Западной Австралии, затем начал работать в Государственном объединении научных и прикладных исследований Австралии. В это время изучал навозных жуков в отделе энтомологии (1965—1985).
В 2001 году был награждён Орденом Австралии за заслуги в энтомологии. Борнемисса написал несколько статей, опубликованных в известных журналах и книгах, и собрал обширную коллекцию жуков.

## Ранняя жизнь и образование
Борнемисса родился в районе Байя, в Венгрии, в семье инженеров. Уже в подростковом возрасте он начал собирать и изучать жуков в лесах вокруг своего родного города, ходил на экскурсии в музеи и научные конференции в Будапеште.

## Карьера и исследования

### Начало карьеры
После окончания обучения в Австрии Борнемисса отправился в Западную Австралию в декабре 1950 года. Через шесть месяцев, работая на кафедре зоологии в университете Западной Австралии, он отметил большое количество коровьих лепёшек, покрывающих пастбища возле Вуролу, и провёл исследование, итогом которого было выяснение, что навозники приспособились перерабатывать коровьи лепёшки, но австралийские жуки, которые развивались наряду с сумчатыми, были не в состоянии использовать коровий навоз, так как впервые крупный рогатый скот был завезен в Австралию в 1880 году. Борнемисса предположил, что ввоз в Австралию навозных жуков с других континентов поможет улучшить плодородие почв, а также снизит количество вредных насекомых. С 1965 по 1985 год начался Австралийский проект по интродукции навозных жуков.
Наряду с работами в области энтомологии, в течение 1950-х и 1960-х годов доктор Борнемисса также увлекался киносъёмками. Он получил приз за свои фильмы о лесных пожарах.

### Австралийский проект по внедрению навозных жуков 1965—1985
Борнемисса побывал в 32 странах в поисках подходящих навозных жуков, чтобы ввезти в Австралию. Первые навозные жуки были ввезены с Гавайских островов, куда ранее они были ввезены из Африки для контроля популяции малых коровьих жигалок (Haematobia irritans). Жуки вида Onthophagus gazella были перевезены в Австралию, где они были выведены в стерильных условиях, а затем выпущены в Квинсленде в 1968 году. Вскоре они распространились по большой площади в тропической Австралии.
Однако численность и активность этих жуков были подвержены колебаниям, поэтому Борнемисса начал искать новые виды. С этой целью он ездил в Преторию в 1970 году, где основал Южно-Африканский филиал Австралийского НИИ жуков. За 9 лет он провёл обширные исследования для того, чтобы найти виды навозников, которые могли не только успешно перерабатывать коровьи лепёшки, но и хорошо себя чувствовать в разных климатических зонах Австралии. Всего было завезено 43 вида жуков из Африки[прояснить] и Европы.

### Результаты проекта и влияние
Финансирование проекта «Австралийский Жук-навозник» было окончено в 1985 году после реструктуризации австралийского исследовательского Комитета по мясу, но Борнемисса считал, что у проекта есть потенциал для развития. По данным исследования 2007 года 23 из 43 видов навозных жуков, завезённых в Австралию Борнемиссой и его командой, распространились по всей Австралии. В результате было сокращено количество вредных насекомых. По некоторым данным, это был самый успешный эксперимент по биоконтролю в XX веке.

### Выход на пенсию и дальнейшая работа
Борнемисса переехал в Тасманию в 1979 году. Официально ушел в отставку в 1983 году, но продолжал работу в частном порядке.
Борнемисса также поддерживал различные природоохранные инициативы в Тасмании, не прекращая изучать местных жуков. Им было зафиксировано снижение количества жуков вследствие вырубки лесов. В честь него назван жук Hoplogonus bornemisszai.
Борнемисса умер в Австралии 10 апреля 2014 года в возрасте 90 лет.